# Joseph Hardy Neesima
Joseph Hardy Neesima, född 1843, död 1890, var en japansk skolreformator.
Trots förbudet för unga japaner att bege sig utomlands avreste Neesima som ung samuraj till USA, där han i Boston erhöll en vän och gynnar i skeppsredaren Alpheus Hardy, vilken gav honom en god västerländsk utbildning. 1866 övergick Neesima till kristendomen, och 1871-73 tjänstgjorde han som tolk och sekreterare i Iwakura Tomomis ambassad i Europa och Amerika. Han avslog alla anbud om att inträda i japansk statstjänst för att i stället ägna sig åt sitt livs stora mål: kristen utbildning åt det unga Japan. Målet försökte han uppnå med att 1875 i Kyoto upprätta högskolan Doshisha. Neesimas tanke var att utveckla denna till ett kristet universitet, vilket dock lyckades först 1912.